# 權璩
權璩（?—?），字大圭。秦州略阳（今甘肃秦安）人。
权德舆之子，元和初年进士。历官监察御史。由於宰相李宗闵是其父的门生，故荐为中书舍人。李宗閔倒台後，璩被贬阆州刺史。後改郑州。好友李贺曾作《出城寄权璩、杨敬之》。终郑州刺史。